# Montenebo
Montenebo, por vezes também referido como Monte Nebo, é um distrito do município brasileiro de Crateús, no interior do estado do Ceará. Segundo o censo demográfico de 2022, realizado pelo Instituto Brasileiro de Geografia e Estatística (IBGE), sua população era de 2 733 habitantes e havia 912 domicílios particulares permanentes ocupados.
De acordo com o IBGE, em 2010 a população era de 2 940 habitantes e havia 1 021 domicílios particulares.
Foi criado pela lei estadual nº 1.153 de 22 de novembro de 1951. Chegou a ser emancipado de Crateús com o nome de Monte Nebo pela lei estadual nº 6.926 de 18 de dezembro de 1963. No entanto, retornou à categoria de distrito pela lei estadual nº 8.339 de 14 de dezembro de 1965.